# هاريسون كارول هوبارت
هاريسون كارول هوبارت هو سياسي أمريكي، ولد في 31 يناير 1815 في Ashburnham, Massachusetts ‏ في الولايات المتحدة، وتوفي في 26 يناير 1902 في ميلواكي في الولايات المتحدة. نشط حزبياً في الحزب الديمقراطي. وقد انتخب عضو جمعية ولاية ويسكونسن ‏ وانتخب عضو مجلس ولاية ويسكونسن ‏.